# Panggong (Johan Pahlawan)
Panggong is een bestuurslaag in het regentschap Aceh Barat van de provincie Atjeh, Indonesië. Panggong telt 1206 inwoners (volkstelling 2010).